# حلتا (بترون)
حلتا، هي قرية لبنانية من قرى قضاء البترون في محافظة الشمال. تبعد عن بيروت مسافة 74 كلم وترتفع عن سطح البحر 600 م. يبلغ عدد سكان حلتا المسجلين 595 نسمة.

## الموقع والحدود
تقع حلتا في وسط قضاء البترون، تحيط بها أشجار حرجيّة من السنديان والعفص واللزان والقندول. ترتفع القرية عن سطح البحر 620 متراً، وتبعد عن البترون مركز القضاء 20 كلم وعن طرابلس، مركز المحافظة 48 كلم، وعن بيروت العاصمة 68 كلم. مساحة أرضها 171 هكتاراً. تصل اليها من البترون عبر اجدبرا، بجدرفل، صورات، ومن محوري آسيا وجبلا. يحدها غرباً راشكده وكفرشليمان، وشرقاً آسيا، وشمالاُ جبلا، وجنوباً ضهر حيشبون. تتميز حلتا بأنها مسقط رأس البطريرك الياس الحويك باني استقلال لبنان الكبير الذي لا يزال منزله قائماً وقد رمم واقيم له في باحته نصب تذكاري.

## الاسم ومعناه
- من السريانية “Hilta” وتعني: دلو وسطل، وغمد السيف.
- تصحيف “Halta” ويعني: الخالة (أي بيت الخالة).
- من الآرامية “Hilleta” ويعني: الوادي والفاصل، وهذا الاحتمال هو الأنسب، نظراً إلى جغرافية القرية.

## السكان
يبلغ عدد سكان حلتا، المسجلين 595 نسمة وعدد الناخبين 385 عام 2005 والمقترعين 106 صيف 2000، يتوزعون مذهبياً إلى 96% موارنة، 4% سائر الطوائف المسيحية. عدد منازلها 77 مساكناً والمؤسسات غير السكنية 8.

## عائلاتها
- موارنة: حويك، جرجس، خوري، باسيل، طنوس، مرعب، رشوان، منسى، بطرس، منصور، بشارة، صعب، اغناطيوس، صافي.
- أرثوذكس: حويك. توطنت عائلة الحويك في حلتا عهد الأمير يوسف الشهابي عام 1770 بواسطة الشيخ سمعان البيطار وإجراء الديموس. وكان يسكن حلتا محمد درويش، ومن ثم جاء مراد التنوري الذي حوّل منازلها المهجورة إلى مراح للماعز. ثم جاء نادر بن يوسف بن فرح بن سعد الحصاراتي الحويك ولحق بنادر نصر بن سميا الحويك مع حنا بن فارس بن شلهوب الحويك وعملوا في حراثة الأرض وتبعهم حنا الطويل بن شاهين بن فرح الحويك واقتسموا ما استعملوه من الأرض.

## آثار وتراث
تتميز قرية حلتا بوفرة معالمها الأثرية وأبرزها:
- كتابة قديمة لم تحلّ رموزها، محفورة على لوحة حجرية في حائط كنيسة مار عبدا الأثرية المبنية من حجارة هيكل وثني في تلك المحلة.
- آجران محفورة في الصخر، معدّة لعصر العنب.
- كتابة كرشونية على لوحة صخرية في كنيسة مار عبدا الأثرية. تفيد عن إضافة غرفة إلى الكنيسة منذ أكثر من 250 سنة.
- منزل البطريرك الياس الحويك (1842 – 1931).
- كنيسة سيدة العين.
- نواويس ومعاصر محفورة في الصخور.
- مغارة الضبع واسعة وشبه مستديرة، تحتوي على اشكال صخرية رسوبية كالتي في مغارة جعيتا.
- مغارة الغول: على شكل الليمونة من الداخل.

## دور العبادة
- كنيسة مار يوسف، موارنة
- كنيسة مار عبدا، موارنة
- كنيسة سيدة العين، موارنة
- كنيسة مار الياس، موارنة، بوشر في بنائها قديماً ولم تنجز.

## أعياد دينية
- عيد مار يوسف 19 آذار
- عيد انتقال السيدة العذراء 15 آب.
- عيد ارتفاع الصليب 14 أيلول.

## الهيئات الرسمية
- مختار 1، عدد أعضاء الهيئة الاختيارية 3.

## أعلام
- إلياس بطرس الحويك